# Robert Spaemann
Robert Spaemann (Berlín, 5 de mayo de 1927-Stuttgart, 10 de diciembre de 2018) fue un filósofo católico alemán. Sus libros han sido traducidos a alrededor de quince idiomas. 

## Biografía

### Infancia y juventud
Robert Spaemann nació el 5 de mayo de 1927. Su padre, Heinrich Spaemann (1903-2001), era historiador del arte, y había sido redactor de los Cuadernos mensuales socialistas. Su madre, Ruth Krämer (1904-1936), era una bailarina de origen suabo, formada en el círculo de Mary Wigman.
Spaemann fue bautizado en 1930, después de la conversión de sus padres a la fe católica. Su infancia transcurrió en Dorsten, en la región de Münster. De aquella época, le marcaron especialmente las visitas con sus padres a la abadía benedictina de Gerleve, en Semana Santa y en Pascua. El recuerdo más temprano de su infancia —diría al comienzo de sus memorias— le transportaba a Gerleve donde, en el regazo de su madre y con apenas tres años, la melodía de los salmos cantada por los monjes le imprimió una sensación de alegría y plenitud que le acompañaría a lo largo de toda su vida. Tras la temprana muerte de su madre, su padre fue ordenado sacerdote en 1942 por el Beato Clemens August Graf von Galen, obispo célebre por su abierta y valiente oposición al nazismo.

En el servicio de trabajo —una fase de instrucción previa al servicio militar— se enfrentó a un problema de conciencia al acercarse el día de la jura de fidelidad al Führer. Logró librarse de la obligación provocándose una leve enfermedad de anginas que le mantuvo algunos días en la enfermería con fiebre. Más adelante, cuando fue llamado a filas, desobedeció y se escondió, lo que era equiparable a una deserción. Con todo, nunca se consideró «pacifista» en el sentido que se dio a esta expresión en los años sesenta —de hecho, admiraba a grandes militares europeos como Carlos Martel, Don Juan de Austria, el Príncipe Eugenio o Jan Sobieski—. Sin embargo, el nazismo se le presentó siempre como un régimen perverso.
«Después de la guerra, muchos decían que no se habían enterado de nada [de lo que se estaba haciendo con los judíos]. No mentían. Pero, ¿por qué no lo sabían? Porque no querían saberlo. Una vez hablaba de esto con Carl Friedrich von Weizsäcker. Me preguntó cómo podía, con tan solo diecisiete años, haberme enterado de lo que él nada sabía siendo hijo del entonces Secretario de Estado Weizsäcker, y además investigador en temas de energía nuclear. Sólo pude decirle que él no había hecho las indagaciones que hice yo. Y para su descargo añadí: en mi poder esa información no tuvo consecuencias inmediatas. Sin embargo, habría gravado pesadamente su conciencia si, conociendo esos hechos, hubiera continuado con sus investigaciones nucleares al servicio de esa guerra».
En 1945, comenzó en la Universidad de Münster sus estudios de Filosofía, con las materias complementarias de Historia, Teología y Romanística. Aparte de los diálogos platónicos —muchos de los cuales había leído ya antes de la Universidad— y de autores existencialistas como Kierkegaard, en sus años de licenciatura se interesó especialmente por la obra de Aristóteles, Kant y Hegel. En esta misma época leyó la Summa Theologiae, la Summa contra gentiles y las Quaestiones disputatae de veritate, de Tomás de Aquino. El realismo tomista le produjo gran simpatía, puesto que veía encarnado en él lo que calificaba como la intentio recta, esto es, el acceso directo y sencillo a la realidad frente al acceso indirecto, mediado por explicaciones más oscuras que la propia realidad examinada —lo que calificaba como la intentio obliqua—.

### Años de vida académica

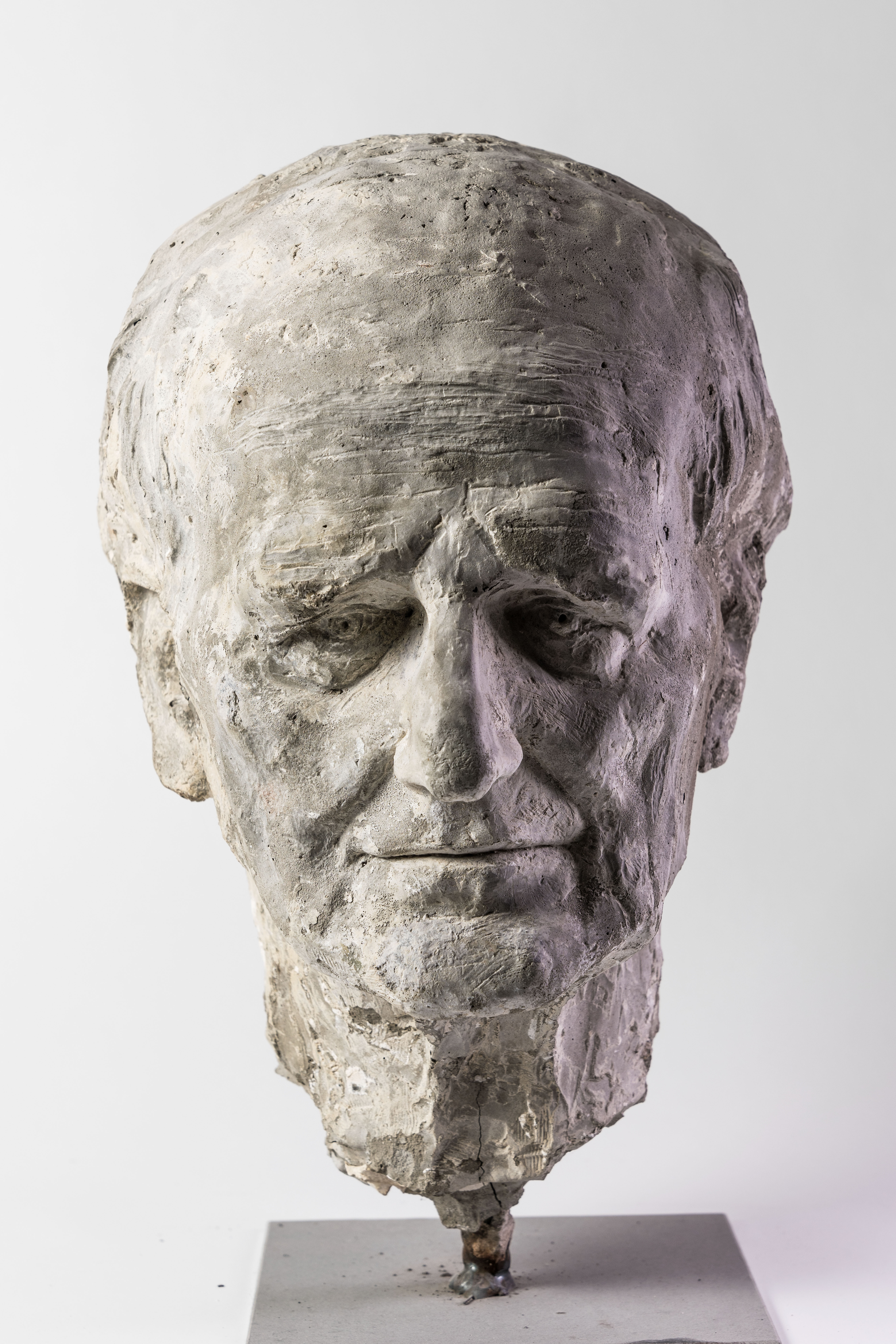
Robert Spaemann. Escultura realizada por Wolfgang Eckert en 2012.

Al terminar sus estudios de licenciatura inició el doctorado con Joachim Ritter y, como asistente suyo, formó parte del llamado Collegium Philosophicum o Ritter-Schule, un seminario en el que trabó amistad con intelectuales como Hermann Lübbe, Odo Marquard, Günther Rohrmoser o Ernst-Wolfgang Böckenforde. Durante su doctorado se casó con Cordelia Steiner (1925-2003), con quien tendría tres hijos.
Se doctoró en 1952 con una tesis sobre Louis-Gabriel-Ambroise de Bonald: El origen de la sociología en el espíritu de la Restauración. En respuesta a esta obra, Carl Schmitt —que había dedicado varias páginas a De Bonald en su Teología política— le regaló un ejemplar reencuadernado de la primera edición en francés de la Théorie du pouvoir, aparecida en 1796, y que el célebre jurista había adquirido en 1919. La tesis fue seguida de otros artículos en la revista Wort und Wahrheit en los que criticaba la primacía de lo político frente a la metafísica en el pensamiento de la contrarrevolución y del tradicionalismo.
Después de doctorarse, trabajó durante cuatro años como corrector de manuscritos y revisor de traducciones en la Editorial Kohlhammer. Durante este tiempo, se le ocurrió la idea de un Diccionario histórico de filosofía (Historisches Wörterbuch der Philosophie). Ganó para el proyecto a Karlfried Gründer y se lo presentaron a Joachim Ritter, que asumió con entusiasmo el papel de editor. Publicada por Schwabe, de Basilea, la obra comenzó a ver la luz en 1972 y se cerró en 2007, erigiéndose en la mayor obra colectiva de investigación académica en Filosofía en lengua alemana y uno de los mayores proyectos colectivos de investigación humanística, con 13 volúmenes.
En 1956, recibió en Münster una oferta como asistente de investigación. Se habilitó como catedrático de Filosofía y Pedagogía en 1962, con un estudio sobre François Fénelon: Reflexión y espontaneidad (trad. esp. 2021). En los mismos años que estudió a Fénelon, se embarcó en la lectura de la obra de Rousseau, a quien llegó a considerar como paradigma de todos los dilemas y contradicciones de la Modernidad. Sus artículos sobre el ginebrino serían más tarde recopilados en el importante opúsculo, Rousseau: ciudadano sin patria, que se publicaría en 1980 (trad. esp. 2013).
Tras su habilitación como catedrático, comenzó su actividad como ordinario de Filosofía y Pedagogía en la Technische Hochschule de Stuttgart (actual Universidad de Stuttgart). Permaneció allí hasta que, en 1969, con tan solo cuarenta años de edad, fue invitado a suceder a Hans-Georg Gadamer, que se jubilaba como catedrático de Filosofía en la Universidad de Heidelberg. Este episodio, sin embargo, fue relativamente breve, ya que decidió abandonar la prestigiosa cátedra de Heidelberg y regresar a Stuttgart al cabo de dos años.
Spaemann hizo varios amigos en Heidelberg, si bien disentía del espíritu de emancipación radical del 68, muy vivo en esta Universidad. Aunque se opuso abiertamente a los estudiantes revolucionarios, su trato con ellos fue muy cordial y respetuoso. Lo que le decepcionó del ambiente de Heidelberg fue la falta de coraje de muchos académicos: la corrección política, manifestada en el servilismo ante la burocracia ministerial —que le hacía pensar en el espíritu académico de 1933, y que anticipaba, en su opinión, la sumisión abrazada posteriormente en el proceso de Bolonia— y ante las presiones estudiantiles. Entre los hechos que más le indignaron se contaban la falta de apoyo del Instituto de Filosofía a un profesor que había resistido a la presión de los estudiantes, y la cancelación de las clases de una profesora que había sido boicoteada. Ambas decisiones eran políticamente correctas, ocultadas a su vez con pretextos políticamente correctos. En el fondo, sin embargo, Spaemann advertía una grave claudicación de la dirección universitaria en su deber de defender la libertad de cátedra.
Su vuelta a Stuttgart coincidió en el tiempo con una polémica abierta que mantuvo con Jürgen Habermas en el Merkur. Habermas había empezado a desarrollar por entonces su «ética del discurso», una teoría que, aparecida en el contexto antiautoritario surgido a partir del 68, cobraría enorme popularidad en los círculos intelectuales europeos. Habermas defendía la creación de un espacio de diálogo libre de dominio como alternativa procedimental a una ética sustantiva, al estilo del realismo clásico. Spaemann publicó un artículo en el que criticaba el utopismo latente en su propuesta, a la que atribuía suplantar la razón práctica por el discurso ideal. Su crítica fue seguida de una cordial réplica de Habermas y de una contrarréplica, también respetuosa, del propio Spaemann.
Ese mismo año fue llamado para ocupar una cátedra de Filosofía en la Universidad de Múnich, donde comenzó su docencia en el semestre de verano de 1973. Permaneció en dicha cátedra hasta 1992, año en que se jubiló y fue nombrado emérito. En Múnich, Spaemann encontró la estabilidad académica precisa para formar a algunos profesores como Reinhard Löw, Thomas Buchheim, Rolf Schönberger o Walter Schweidler. Asimismo, en esta etapa cobraron forma algunas de sus principales obras.
El problema del devenir de la teleología en la historia del pensamiento le había ido «persiguiendo» a lo largo de toda su carrera académica hasta entonces. Aunque le daba un enfoque aristotélico, Spaemann apreciaba mucho el tratamiento que hace Kant del problema en la Crítica del juicio. En los años setenta, se embarcó de lleno en explorar la pérdida de la teleología a finales de la Edad Media, y culminó sus trabajos con la publicación en 1981, junto con su discípulo Reinhard Löw, del libro: La pregunta «¿para qué?». Historia y redescubrimiento del pensamiento teleológico (reeditado en 2005 con el título: Natürliche Ziele, o Fines naturales).
También en sus años de Múnich vio la luz un escrito sencillo y breve, pero muy significativo de su estilo y pensamiento, elaborado a partir de una serie de charlas emitidas en Radio Bávara en enero y febrero de 1981. Publicado en 1982, el libro bosqueja algunos conceptos éticos básicos: bien y mal, convicción y responsabilidad, placer y realidad, el «yo» y los demás, lo incondicionado y el deber de obedecer siempre a la conciencia, el abandono ante lo que no podemos cambiar, etc. Esta breve introducción a la ética ha sido traducida a quince idiomas y ha gozado de notable difusión internacional —en español lleva el título: Ética: cuestiones fundamentales—. En línea con su propia visión de la Filosofía, Spaemann trata en ella de «abordar los temas del momento, pero no según el espíritu del momento»; esto es, «captar la norma de la existencia presente, la conciencia de la época, desde un horizonte que no se define por esa conciencia».

Muy cerca de su jubilación, en 1989 publicó Felicidad y benevolencia, su gran obra dedicada a la ética. La motivación principal del escrito fue encontrar el nexo entre la ética clásica de la felicidad o eudaimonia y la incondicionalidad del deber kantiano. Dicha conexión se halla —afirma Spaemann— en la apertura benevolente al ser, en el «reconocimiento de la realidad», que propiamente constituye, al mismo tiempo, la base de todo deber y el interés fundamental del hombre. De un lado, esta apertura benevolente configura la vida virtuosa o el ordo amoris del que hablaba San Agustín, y da forma a la eudaimonia o «vida lograda». De otro, el libre «reconocimiento de la realidad» constituye la base de cualquier imperativo ético:
«De acuerdo con Kant, la exigencia de imparcialidad no necesita de una fundamentación ulterior. Parece ser la base de toda fundamentación. Pero, ¿por qué hemos de fundar nada, si estamos mejor sin fundamentos ni justificaciones? (...) La fundamentación flota en el vacío si hay alguien que no quiere fundamentar sus acciones ni oír hablar de fundamentos. En el Gorgias de Platón, Calicles capta esto perfectamente cuando, habiendo advertido que su fuerza descansa justamente en no proseguir con la discusión, interrumpe el diálogo. Así, después de todo, en la base de toda supuesta fundamentación última aparece una decisión. (...) La justicia se basa en la evidencia de una percepción, en la evidencia de la realidad del otro y de la realidad de uno mismo (...). Esta evidencia es la base real de toda ética. No hay ética sin metafísica.»
En otro pasaje de Felicidad y benevolencia, Spaemann explica la misma idea recurriendo a los relatos del pecado original y del fratricidio de Caín, en el Génesis. En el primer relato, el hombre caído se oculta, y la pregunta que Dios le dirige es una pregunta por la realidad: «¿Dónde estás?» (Gen 3,9); en el relato del fratricidio de Caín, la interpelación de Dios apunta en la misma dirección: «¿Dónde está tu hermano?». La respuesta de Caín, por su parte, pone de manifiesto la actitud que se encuentra en la raíz del crimen: «¿Acaso soy yo el guardián de mi hermano?» (Gen 4,9).
En el origen de toda ética se encuentra, por consiguiente, el «reconocimiento de la realidad» —de la realidad de uno mismo, del otro y del mundo, que incluye su teleología o realización—. Los dos polos opuestos de la vida moral residirían, en este sentido, en la «curvatio in seipsum», el repliegue egoísta sobre el propio yo; y la apertura benevolente al ser, cuya máxima expresión se hallaría en la gratitud religiosa. «Mientras estamos despiertos, tenemos un mundo en común. Pero los que sueñan vuelven al suyo propio», gustaba de repetir citando a Heráclito.

### Actividad como profesor emérito
Ya como profesor emérito, la difusión de interpretaciones puramente empiristas de la idea de persona le llevó a desarrollar una filosofía de la persona volviendo a los orígenes del concepto. De este empeño surgió la obra, publicada en 1996: Personas. Acerca de la distinción entre ‘algo’ y ‘alguien’. A este estudio siguieron varios escritos y recopilaciones de artículos más breves, como El rumor inmortal. La cuestión de Dios y la superstición de la Modernidad; La última prueba de la existencia de Dios; Después de nosotros, la fusión del núcleo. ‘Hybris’ en la era atómica; o los dos volúmenes recopilatorios de ensayos y discursos, Pasos más allá de nosotros.
Creyente piadoso, la obra de Robert Spaemann fue muy apreciada por San Juan Pablo II y por Benedicto XVI, con quien cultivó una gran amistad. Junto con filósofos, intelectuales y científicos como Paul Ricoeur, Emmanuel Lévinas, Ralf Dahrendorf, Charles Taylor, Bernard Lewis, Hans-Georg Gadamer, Carl Friedrich von Weizsäcker o Ernst-Wolfgang Böckenförde, participó en los encuentros de intelectuales auspiciados por Juan Pablo II en su residencia de verano en Castel Gandolfo. Fue miembro de la Pontificia Academia Pro Vita, en cuyas sesiones participó muy activamente. Siendo el Cardenal Ratzinger Prefecto de la Congregación para la Doctrina de la Fe, fue invitado en dos ocasiones a disertar, respectivamente, sobre el pecado original y la evolución.
Sin perjuicio de su cercanía a ambos pontífices y de su intervención, como filósofo, en discusiones que se planteaban en el seno de la Iglesia Católica, rechazó enérgicamente la etiqueta de «filósofo católico», arguyendo que no existe una especie «católica» de filosofía. En su lugar, se consideraba a sí mismo como «un católico que es filósofo» y que, como todo filósofo, reflexiona a partir de sus experiencias vitales:
«Cada filósofo, cada persona que piensa, reflexiona sobre las experiencias que va teniendo en la vida, y que en absoluto se basan en la teoría, sino que están determinadas por el eros que mueve a los hombres. Al pensar, cada uno repiensa sus experiencias. (...) Ha sido Schelling quien ha mostrado esto más claramente, también en la teoría. Él piensa que la Filosofía es una forma más alta de empirismo. Al empirismo no le es legítimo eliminar artificialmente la dimensión espiritual. Esta pertenece a la experiencia humana, sobre la cual la Filosofía debe reflexionar temáticamente».
Al margen de sus tareas como profesor de Filosofía, a lo largo de décadas fue elaborando una serie de meditaciones sobre los Salmos. Se trata de un escrito sapiencial en el que se funden teología, filosofía y espiritualidad. Algunas de esas meditaciones cayeron en manos del teólogo suizo Hans-Urs von Balthasar, que le sugirió que las publicase. Él desechó la idea hasta que terminase su actividad como profesor de filosofía, y sólo cerca de su muerte, sus reflexiones sobre el salterio se publicaron, en dos volúmenes, con el título: Meditaciones de un cristiano. Sobre los Salmos (2014 y 2016).

## Pensamiento
La filosofía de Robert Spaemann constituye un diálogo ininterrumpido con las diferentes tradiciones filosóficas de Occidente, una continua reflexión sobre los temas que han ido suscitando el interés de los grandes filósofos. Lejos de la actitud del escolástico de un solo autor o de una sola tradición, desdeña también la idea de un avance lineal de la filosofía. Considera a esta, más bien, como un continuo volver a los pensadores anteriores y recuperar lo que de verdad se ha perdido al tratar de superarlos. Este diálogo le llevó a completar una obra extensa y profunda que, en multitud ensayos, abarca numerosos temas, en especial de filosofía práctica.

En su estilo literario, Spaemann defendió el «modo normal de hablar», puesto que sostenía que «el más alto metalenguaje es el lenguaje ordinario». Procuró evitar el exceso de tecnicismos y modismos sociológicos que, en el ámbito de la filosofía, veía con escepticismo. En el origen de esta postura se encuentra la convicción de que el acceso intelectual inmediato a la realidad —lo que denomina intentio recta— es más enriquecedor que la aproximación obliqua, mediada por categorías muchas veces ajenas a la realidad buscada:<refNone>Sobre Dios y el mundo, cit., pp. 88-89.</ref>
«Cada frase significa exactamente lo que dice. Aferrarse a la intentio recta, pero dando a la vez el paso a la obliqua, exigía un ejercicio de equilibrismo. Esta era para mí una de las preguntas más importantes: ¿Cómo puede considerarse algo en sí mismo, e igualmente verlo en un contexto que no se define a través de él?»
En estrecha conexión con lo indicado, dedica uno de sus ensayos a explicar la filosofía como una suerte de «ingenuidad institucionalizada» (institutionalisierte Naivität) que permite guardarse de los sofistas de cada tiempo:
«‘La dignidad humana es inviolable’; esta frase de nuestra Constitución no dice que la dignidad no se pueda violar, sino que queremos evitar su violación en el espacio de vigencia de la Ley Fundamental. Ahora bien, ¿cómo resulta violada la dignidad? Para dar una respuesta es preciso poseer con anterioridad un concepto de ella, y la afirmación de semejante concepto frente a los intentos de su superación psicológica o su domesticación funcional-sistémica es asunto de la filosofía. En cumplimiento de esta tarea, ella no tiene que hacer otra cosa que aquello que la verdulera siempre supo hacer, esto es, cuidarse de ser persuadida frente a las reiteradas tentativas de un gigantesco sofista. Ante la ‘cientifización’ de nuestro mundo cotidiano, no basta para ello con recurrir a un ordinary language que ya no existe. La ingenuidad de la que se habla aquí precisa más bien de la reconstrucción socrática a través de la filosofía. Hoy en día, incluso los niños 'saben' que no hay colores ‘en sí’. Es necesaria la fenomenología filosófica para comprender que sí que los hay»
Tal vez el tema más recurrente de la obra filosófica de Spaemann es la afirmación de la teleología natural y el rechazo del cientificismo. Subyacente al cientificismo preconizado en los albores de la Modernidad por Bacon, Hobbes o Descartes se encuentra el interés por dominar el mundo: «el conocimiento y el poder humano son la misma cosa», afirmó Bacon. En el mismo sentido se expresa Hobbes: «el fin del conocimiento es el poder». Para Descartes, el fin del conocimiento es ser «dueños y señores de la naturaleza» (maîtres et posseseurs de la nature). Y el ideal positivista de Comte es «saber para prever con el fin de poder» (savoir pour prevoir afin de pouvoir). Spaemann no niega cierta legitimidad al interés en el dominio —interés en el que se justifican las ciencias aplicadas—, sino la reducción del interés por conocer a un interés por dominar —la ideología cientificista—. No es casualidad, sostiene, que desde la lógica del puro poder, el propio Bacon afirmase que «la indagación de las causas finales es estéril y, como una virgen consagrada, no produce frutos».
El rechazo del padre del cientificismo al conocimiento teleológico no se debería en absoluto, por consiguiente, a una conclusión científica, sino a un desinterés por todo aquello que no reportase utilidad.
Frente al cientificismo, sin embargo, Spaemann afirma que existe otro interés de la razón que tiene un carácter superior al interés por dominar, opera en dirección opuesta a este, y conduce al conocimiento contemplativo de la finalidad en el mundo, del sentido. Este interés tiene por objeto lo que los estoicos denominaban oikeiōsis, «enraizarse», «familiarizarse», «hacerse un hogar». La pérdida de este interés que se halla en la base de la ideología cientificista moderna tendría a su juicio consecuencias dramáticas para la Humanidad:
«Si (el ser humano) 'desteleologiza' completamente el mundo, entonces se cumple lo que dijo Pascal acerca del silencio de los espacios infinitos, que aterra profundamente al hombre: Se ve a sí mismo como un solitario vagabundo en un universo sin sentido».
Así, el hombre terminaría explotando desconsideradamente la naturaleza y —siendo parte de la naturaleza— llegaría hasta el punto de convertirse a sí mismo en un simple objeto de su propio dominio, tal y como vieron Adorno y Horkheimer en su Dialéctica de la Ilustración. Infinidad de problemas típicamente modernos como la crisis ecológica; el desprecio por la ley natural y la negación de toda normatividad de la naturaleza en el plano moral —con la agudización consiguiente de la dialéctica entre conservadurismo y progresismo en el plano político, y la generalización del relativismo ético—; o la deshumanización que entrañan proyectos como el transhumanismo; todos estos dramas de la Modernidad serían, en buena medida, consecuencia de haber despreciado ese interés fundamental del hombre por un hogar en el universo, por una patria: la oikeiōsis. Con una perspicacia extraordinaria para ir a las raíces metafísicas de los problemas de nuestra época, Spaemann se erigió, sin duda, en una de las voces más proféticas del panorama intelectual.

## Polémicas
Spaemann intervino ampliamente en el debate público, normalmente provocado por opiniones que consideraba erróneas y merecedoras de réplica. Las posiciones que fue manteniendo hacen imposible encajarlo en una férrea lógica de partido. Así, por ejemplo, en los debates sobre el armamento nuclear defendió en los años cincuenta, junto con Ernst-Wolfgang Böckenförde, la no proliferación; y, más adelante, cuando la Unión Soviética poseía un arsenal nuclear, se mostró crítico con los pacifistas que abogaban por el desarme —entre ellos su amigo, el escritor y Premio Nobel Heinrich Böll, con quien mantuvo un intercambio epistolar a este propósito—, justamente por los peligros para la paz que, a su juicio, entrañaba esa postura. Igualmente, defendió siempre un dominio respetuoso de la naturaleza —lo que le valió la simpatía de Los verdes en Alemania— con argumentos filosóficos muchas veces distintos de los de sus compañeros en esta causa.
Mantuvo una discusión abierta con Jürgen Habermas con ocasión de la aparición de la ética del discurso, aunque defendía firmemente la libertad de expresión, la cual consideraba gravemente amenazada por la dictadura de la corrección política y el relativismo moral; se opuso al proyecto de ética universal de Hans Küng, sin perjuicio de que abogó siempre por el universalismo clásico de la ley natural; y, si bien apreciaba la filosofía de los valores de Max Scheler, fue muy crítico con la utilización del discurso de los valores, típico en los partidos políticos y en las instituciones europeas, al servicio de la imposición de ideologías por encima del respeto al Derecho. De un modo especialmente comprometido, se posicionó a favor de la inviolabilidad de la vida humana desde su concepción hasta su término natural, y de la indispensabilidad de lo sagrado en la sociedad.
En línea con su defensa de lo sagrado fue muy crítico, como católico, de la desacralización postconciliar y de las tendencias de mundanización que veía en la Iglesia contemporánea. En este sentido, se mostró muy preocupado ante algunas actitudes y ambigüedades doctrinales del Papa Francisco, y en su última entrevista pública alertó de que «la unidad de la Iglesia se funda en la verdad».
Muchas de sus intervenciones sobre cuestiones éticas polémicas han sido recogidas en su obra: Límites. Acerca de la dimensión ética del actuar.

## Distinciones[50]
- Medalla Tomás Moro, de la Sociedad Tomás Moro de Bensberg, a «personalidades distinguidas por su coraje y la firmeza de su conciencia» (1982).

- Cruz del Mérito de la República Federal de Alemania, 1.ª Clase (1988).

- Orden de las Palmas Académicas de Francia (1988).
- Orden del Mérito de Baviera (1994).
- Orden bávara de Maximiliano para las Ciencias y las Artes (2001).
- Miembro fundador de la Academia Scientiarum et Artium Europaea (1990).
- Miembro de la Pontificia Academia Pro Vita (1998-2016).
- Premio Internacional Roncesvalles de Filosofía, de la Universidad de Navarra (2001).
- Premio Karl Jaspers de la Ciudad y la Universidad de Heidelberg (2001).
- Miembro de Honor de la Academia China de las Ciencias Sociales (2009).
- Miembro de Honor de la Academia Chilena de Ciencias Sociales, Políticas y Morales.
- Doctor honoris causa por las Universidades de Friburgo (Suiza) (1989), Navarra (1994), Católica de Chile (1998), Catholic University of America (2001) y Católica de Lublin (2012).

## Obras de Robert Spaemann en español (selección)

### Libros en español (selección)
- Crítica de las utopías políticas, Eunsa, Pamplona, 1978. ISBN 9788431306267.
- Lo natural y lo racional, Rialp, Madrid, 1991; y IES; Chile, 2017. ISBN 9788432124723.
- Felicidad y benevolencia, Rialp, Madrid 1991. ISBN 9788432126895.
- Personas. Acerca de la distinción entre «algo» y «alguien», Eunsa, Pamplona, 2000. ISBN 9788431317096.
- Límites. Acerca de la dimensión ética del actuar, Eiunsa, Madrid, 2003. ISBN 9788484690740.
- Ensayos filosóficos, Ediciones Cristiandad, Madrid, 2004. ISBN 9788470574917.
- Ética: cuestiones fundamentales, Eunsa, 9.ª ed., Pamplona, 2010. ISBN 9788431309930.
- El rumor inmortal. La cuestión de Dios y la ilusión de la Modernidad, Rialp, Madrid, 2010. ISBN 9788432138157.
- Rousseau: ciudadano sin patria, Centro de Estudios Políticos y Constitucionales, Madrid, 2013. ISBN 9788425915758.
- Sobre Dios y el mundo. Una autobiografía dialogada, Palabra, Madrid, 2014. ISBN 9788490610343.
- Meditaciones de un cristiano. Sobre los Salmos (Vol. 1: Sobre los Salmos 1-51, BAC, Madrid, 2015. ISBN 9788422018162; Vol. 2: Sobre los Salmos 52-150, BAC, Madrid, 2017. ISBN 9788422019978).
- Reflexión y espontaneidad. Estudios sobre Fénelon, Eunsa, 2021. ISBN 9788431335601.

### Artículos en español (selección)
- «Sobre el concepto de dignidad humana», Persona y Derecho, 19, 1988, pp. 13-33.
- «Sobre la ontología de las ‘derechas’ y las ‘izquierdas’», Anuario Filosófico, 1984 (17), pp. 77-87
- «Confianza», Revista Empresa y Humanismo, Vol. IX, 2/05, pp. 131-148.
- «Universalismo o eurocentrismo. La universalidad de los derechos humanos» (enlace roto disponible en Internet Archive; véase el historial, la primera versión y la última)., Anuario Filosófico, 1990 (23), 113-122, pp. 113-122.
- «Lo ritual y lo moral», Anuario Filosófico, 2001 (34), pp. 655-672.
- «Normas morales y orden jurídico», Persona y Derecho, 42 (2000), pp. 109-129.
- «Teleología natural y acción», Persona y Derecho, 30 (1994), pp. 9-26.
- «Realidad como antropomorfismo», Anuario Filosófico, 2002 (35), pp. 713-730.
- «¿Qué significa: el arte imita la naturaleza?», Revisiones, Año 2006, vol. 02, pp. 57-70.
- «Teodicea y opinión pública: ¿por qué si Dios no existe no podemos pensar en absoluto?», Nueva revista de política, cultura y arte, N.º 102, 2005, pp. 113-123.
- «Anotaciones al concepto de fundamentalismo», Scripta theologica, Vol. 25, 3, 1993, pp. 1071-1085.
- «¿No existe derecho a la vida?: controversia en torno a la protección del niño no nacido», Persona y bioética, N.º 3, 1998, pp. 2-22.
- «La perversa teoría del fin bueno», Cuadernos de bioética, Vol. 12, N.º 46, 2001 (Ejemplar dedicado a: ¿En qué fundamentamos la bioética?), pp. 355-366.
- «Europa, ¿comunidad de valores u ordenamiento jurídico?», Empresa y sociedad civil (coord. por Rafael Alvira Domínguez), 2004, . 135-138.
- «El final de la modernidad», Humanidades para el siglo XXI (coord. por Kurt Spang), Rafael Alvira Domínguez, 2006, pp. 101-124.
- «¿Es todo ser humano una persona?», Persona y derecho, N.º 37, 1997, pp. 9-24.
- «La inviolabilidad de la vida humana», Anuario filosófico, Vol. 27, N.º 1, 1994 (Ejemplar dedicado a: Cuestiones de Bioética), pp. 69-88.

## Obras sobre Robert Spaemann (selección)
- Reinhard Löw (Hrsg.): Oikeiosis. Festschrift für Robert Spaemann. VCH, Weinheim 1987. ISBN 9783527175888.
- Hanns-Gregor Nissing (Hrsg.): Grundvollzüge der Person. Dimensionen des Menschseins bei Robert Spaemann. Institut zur Förderung der Glaubenslehre, Múnich, 2008. ISBN 9783936909098.
- Ute Kruse-Ebeling, Liebe und Ethik. Eine Verhältnisbestimmung ausgehend von Max Scheler und Robert Spaemann, Unipress, Gotinga, 2009. ISBN 9783899715422.
- Holger Zaborowski: Robert Spaemann’s Philosophy of the Human Person: Nature, Freedom, and the Critique of Modernity. Oxford University Press, 2010. ISBN 9780199576777
- D.C. Schindler & Jeanne Heffernan Schindler (eds.), A Robert Spaemann's Reader. Philosophical Essays on Nature, God, and the Human Person, Oxford University Press, Oxford, 2015. ISBN 9780199688050.
- L. Sesta, La città di Antigone. Etica, diritto naturale e persona in Robert Spaemann, Orthotes, Nápoles, 2015. ISBN 9788893140188.
- G. Pavone, Il signum del moderno. Teoria e critica della modernità nel pensiero di Robert Spaemann, Smasher, Palermo, 2012. ISBN 9788863000795.
- M. Amori, L'irriducibilità del fine. Modernità, antropomorfismo ed etica del pensiero di Robert Spaemann, Guida, Nápoles, 2012. ISBN 9788866661955.
- S. de Petiville, Nul ne peut servir deux maîtres: entretiens avec Robert Spaemann, Hora Decima, París, 2010. ISBN 9782915844184.
- Ana Marta González González, Naturaleza y dignidad: un estudio desde Robert Spaemann, Eunsa, Pamplona, 1996. ISBN 9788431314125.
- Fernando Simón Yarza, «Presentación» a Robert Spaemann, Meditaciones de un cristiano. Sobre los Salmos (Vols. 1 y 2), BAC, Madrid, 2015 y 2017. ISBN 9788422018155 (obra completa).
- Fernando Simón Yarza, «In memoriam. Robert Spaemann (1927-2018)», Anuario Filosófico, Vol. 52, 1, 2019, pp. 167-174.